# Liu Xie
Liu Xie (劉勰T, Liú XiéP; Jiangsu, 465 circa – 521 circa) è stato uno scrittore cinese, autore del trattato di letteratura Wenxin Diaolong (Il cuore della letteratura e la scultura dei draghi).

## Biografia
Le informazioni biografiche su Liu Xie provengono dal Libro di Liang (Liangshu) e dalla Storia delle dinastie meridionali (Nanshi). Suo padre è morto quando era giovane e sua madre lo ha cresciuto in povertà. Forse è questa povertà che spiega perché era celibe e viveva in un tempio buddista. Liu Xie era infatti il primo assistente di Sengyou, un bonzo che ha curato i sutra del monastero di Dinglin. Liu Xie era allora incaricato della riedizione di questi stessi sutra in compagnia del bonzo Huizhen. Fu in questa occasione che lui stesso divenne un bonzo, poco prima di morire. Nel suo libro Wenxin Diaolong Il tesoro delle lettere: un intaglio di draghi, Liu Xie è stato influenzato dal confucianesimo e dal buddismo, e ancora di più dal taoismo.
Fu dopo aver sognato Confucio che Liu Xie iniziò a scrivere il Wenxin Diaolong. Considerava la letteratura del suo tempo decadente e che il suo rinnovamento richiedesse un ritorno ai principi del confucianesimo. Il testo è un importante lavoro sull'estetica della letteratura. Nella prima metà descrive 34 diversi stili di scrittura (quelli che esistevano fino ai suoi tempi), e passa ad analizzare i metodi di composizione: stile, emozione, parallelismo, metafora, dizione, organizzazione e così via.
Ha portato il suo lavoro all'attenzione di Shen Yue, uno studioso di grande influenza, che gli ha permesso di iniziare una carriera come dipendente pubblico. Serve il principe Xiao Tong, autore di una rinomata antologia, il Wenxuan. Quando il suo maestro Shengyou morì nel 518, tornò al suo monastero. Divenne un bonzo nel 520 e prese il nome di Huidi.